# アンドリュー・アモンデ
アンドリュー・アモンデ（Andrew Amonde、1983年12月25日 - ）は、ケニアのラグビーユニオン選手。

## プロフィール
- ケニア出身[1]。
- ポジションはフランカー(FL)。
- 身長 189cm、体重 106kg
- 愛称はOpede。
- ケニア代表キャップは6（2020年8月現在）。

## 略歴
2016年、リオ五輪の7人制ケニア代表に選ばれ主将を務めた。
そして2021年、東京五輪の7人制ケニア代表に選ばれてこちらも主将を務める。